# Один і без зброї
«Один і без зброї» (рос. «Один и без оружия») — радянський пригодницький фільм, знятий у 1984 році режисерами Павлом Фаттахутдіновим і Володимиром Хотиненком. Екранізація детектива Миколи Леонова «Агонія».

## Сюжет
1927 рік. Колишній командир Червоної армії Костянтин Воронцов призначений начальником карного розшуку невеликого губернського міста. Спільно з досвідченим співробітником розшуку Іваном Мелентьєвим він вступає в боротьбу з лідером злодійського світу на прізвисько Корній. Воронцов та Мелентьєв віддають перевагу різним методам роботи. Якщо Мелентьєв робить ставку на неспішне впровадження своїх людей в злочинне середовище, то Воронцов хоче діяти якомога швидше. Складність боротьби з Корнієм в тому, що він не робить злочинів своїми руками, а тільки керує їх вчиненням. Завдяки успішній операції, карному розшуку вдається впровадити свого агента до Корнія і дізнатися місце і час майбутньої злодійської сходки. Але в останній момент Корній змінює місце сходки. Воронцов не встигає нікого попередити і змушений діяти один. Уміло граючи на різниці інтересів в злодійському середовищі, він руйнує їхню спільність. Корній вбиває Воронцова, але після цього сам опиняється заарештованим.

## У ролях
| Актор             | Роль                           |
| ----------------- | ------------------------------ |
| Василь Міщенко    | Костянтин Миколайович Воронцов |
| Іван Агафонов     | Корній                         |
| Всеволод Ларіонов | Іван Іванович Мелентьєв        |
| Віктор Борцов     | Дмитро Сергійович              |
| Борис Галкін      | «Синок»                        |
| Валерій Захар'єв  | Іван водій                     |
| Адольф Ільїн      | Льоха                          |
| Ділором Камбарова | Діля                           |
| Михайло Кононов   | Петро швейцар                  |
| Авангард Леонтьєв | фотограф                       |
| Олена Майорова    | Дарина Іванівна Латишева       |
| Талгат Нігматулін | «Хан» (Хасан Халідов)          |
| Микола Сморчков   | Трещалов                       |
| Петро Олєв        | Льовчик                        |
| Андрій Зиков      | «Братишка»                     |
| Олександр Сухих   | епізод                         |
| Яніс Клушс        | епізод                         |

## Знімальна група
- Режисери — Володимир Хотиненко, Павло Фаттахутдінов
- Сценарист — Микола Леонов
- Оператор — Борис Шапіро
- Композитор — Вадим Біберган
- Художники — Валерій Лукінов, Михайло Розенштейн